# Pietro Lorenzetti
Pietro Lorenzetti, * okoli 1280, Siena, † okoli 1348, Siena ali Pietro Laurati je bil italijanski slikar, aktiven med približno 1306 in 1345. Skupaj z mlajšim bratom Ambrogiom je v siensko umetnost vnesel naturalizem. V svoji umetnosti in eksperimentiranju s tridimenzionalnimi in prostorskimi ureditvami sta brata nakazala umetnost renesanse.
Pietro, starejši brat Ambrogia Lorenzettija, ki je pod vplivom Duccia di Buoninsegna in Giotta narisal ciklus fresk v  baziliki svetega Frančiška Asiškega v Assisiju in mnogo drugih oltarnih slik, sodi med začetnike renesanse v Italiji.

## Pregled
O življenju Lorenzettija je le malo znanega, razen da se je (domnevno) rodil v Sieni konec 13. stoletja (c.1280 / 90) , tam umrl (mogoče) leta 1348 kot žrtev prve pandemije črne smrti, ki je takrat uničevala Evropo in imel mlajšega brata Ambrogija, prav tako umetnika. Da sta bila moška brata, Vasariju ni bilo znano, ker je Pietrov priimek na sliki v pistojski cerkvi sv. Frančiška napačno prebral kot 'Laurati'. Tako je bila sorodnost med umetnikoma zgrešena.
Pietro je delal v Assisiju, Firencah, Pistoiji, Cortoni in Sieni, čeprav natančna kronologija ni znana. Njegovo delo kaže na vpliv Duccia (v studiu katerega je morda delal, morda skupaj s Simone Martinijem), Giotta in Giovannija Pisana.
Po besedah Vasarija so bile Pietrove freske tiste, ki so krasile fasado sienske Ospedale della Scala , ki so najprej pritegnile pozornost njegovih sodobnikov. Na žalost so bile freske - za katere se zdaj domneva, da so delo obeh bratov Lorenzetti - uničene leta 1720 in nato pobeljene.
Mnogo njegovih verskih del je še vedno mogoče videti v cerkvah in muzejih v toskanskih mestih Arezzo, Assisi in Siena (npr. njegovo zadnje dokumentirano delo –  Marijino rojstvo (ok. 1335–1342) - je razstavljeno v muzeju Museo dell'Opera del Duomo) v Sienski stolnici.
Čeprav se Lorenzettijeva integracija okvirne in poslikane arhitekture v Marijinem rojstvu običajno šteje za enkratno, je to razvidno iz fresk v Assisiju nekaj desetletij prej. Verjetno je mogoče sklepati, da ni prebral latinščine, saj je obstajala dokumentacija prevajalca, ki je bil plačan v povezavi z njegovim delom o Marijinim rojstvom.
Njegova mojstrovina je fresko okras spodnje cerkve bazilike sv. Frančiška Assiškega, kjer je naslikal vrsto velikih prizorov, ki prikazujejo Križanje, Snemanje s križa in Polaganje v grob. Množične figure v teh delih prikazujejo čustvene interakcije, za razliko od mnogih prejšnjih upodobitev, ki se zdijo ikonične aglomeracije, kot da bi bile neodvisne figure nalepljene na površino, brez prepričljivega medsebojnega razmerja. Pripovedni vpliv Giottovih fresk v kapelah Bardi in Peruzzi v Santa Croce (Firence) in Kapeli Scrovegni (Padova) je razviden iz teh in drugih del spodnje cerkve. Brata Lorenzetti in njihov sodobni tekmec iz Firenc Giotto, pa tudi sledilci Bernardo Daddi in Maso di Banco, so sejali italijansko slikovno revolucijo, ki je iz pozlačenega etra bizantinske ikonografije črpala figure v slikovne svetove mest, zemlje in zraka. Sienska ikonografija, na splošno bolj mistična in fantastična od bolj naturalističnih Florentincev, včasih spominja na sodobno nadrealistično pokrajino.

## Dela

### Poliptih iz Arezza
Pozlačen trinadstropni oltarni nastavek, poliptih iz Arezza (tudi Tarlatijev poliptih), je škof Guido Tarlati leta 1320 naročil za Santa Maria della Pieve v Arezzu. V njenem središču je Madona (oblečena v čudovito haljo s hermelinom) in otrok, ob katerem stojijo Janez Evangelist, Janez Krstnik, sveti Matej in Arezov zavetnik Donat (mučen leta 361 n. št.). Bogate barve, graciozne črte, okrasni detajli in prožne figure (ki kažejo na Martinijev vpliv) dajejo delu »živost, ki je redka v sodobni sienski umetnosti«.
Poliptih je Lorenzettijevo prvo datirano delo (ok. 1320–4) in eno izmed le štirih s preverljivo dokumentacijo, vključno s Karmeličanskim oltarjem, Uffizijevo Madono in Marijinim rojstvom. »Datacije so znanstvenikom omogočili, da natančno prepoznajo določeno stopnjo slikarjeve dejavnosti in sloga« 

### Bazilika sv. Frančiška Assiškega
Morda je najbolj ambiciozno Lorenzettijevo delo ciklus pasijonskih fresk v levem prečnem delu spodnje cerkve sv. Frančiška v Assisiju. Teh sedemnajst dobro ohranjenih fresk - vrhunec njegove zgodnje kariere - kažejo »vpliv Giottove monumentalnosti, impulz Pisana, ekspresionizem 13. stoletja ... in Duccijeve nauke«.  Pogoji za izvedbo freske so bili težki, saj je bilo na voljo zelo malo naravne svetlobe, spodnja cerkev precej temna. Natančna časovna linija fresk je vprašljiva; slog je imel nekaj podobnosti z Lorenzettijevim Karmeličanskim oltarjem. Razlogi so različni, od slikanja samo v sušnem obdobju do takratnih krvavih spopadov. Novejši tehnični in slogovni dokazi, ki jih je predstavil Maginnis, predstavljajo trdne argumente, da je bil Lorenzettijev Pasijonski cikel zaključen v eni kampanji med leti 1316 ali 1317 in 1319.
Eno njegovih najzgodnejših del (začelo se je že leta 1310) je Marija z otrokom, sv. Frančiškom in Janezom Krstnikom v kapeli sv. Janeza Krstnika. Po Maginnisovih besedah je bilo »najboljše in popolna uresničitev ambicije po združitvi resničnega in poslikanega prostora prepuščena Pietru Lorenzettiju, ki je delal v levem transeptu. Tam je njegov dobro znani izmišljeni oltar v resnici veliko več«.
Lorenzettijev ciklus fresk kot sledi:  Vstop v Jeruzalem, Zadnja večerja, Umivanje nog, Prijetje Kristusa, Bičanje in Pot na Kalvarijo.
Ti prvi prizori so bili naslikani z začetkom na vrhu obokanega stropa in so potekali do dna, da bi preprečili kapljanje od zgoraj na sveže poslikan prizor.
Zadnja večerja ima Kristusa in njegove učence, ki sedijo okoli nerodno nagnjene mize znotraj rotunde, ki je pod nočnim nebom, okrašena z zvezdami in polmesecem. Na levi strani svetih jedcev je ozka kuhinja, v njej je moški, ki pomiva posodo, ženska ob njegovem ramenu, pes, ki liže zadnje ostanke s krožnika in mačka, ki spi. V tem očitno vsakdanjem prizoru Lorenzetti preseneti z novostjo, saj hišni ljubljenčki in plošče mečejo določene sence pod koti, določenimi z njihovim razmerjem do ognja.
Križanje, največja in najbolj poškodovana freska, velja za eno največjih Lorenzettijevih slik.
Dva prizora na končni steni, Snemanje s križa in Polaganje v grob, prikazujeta žalovalce, ki ljubeče odstranjujejo Kristusa s križa in s počasnimi premišljenimi gibi postavljajo njegovo brez življenja telo v grob. To dokazuje Lorenzettijevo tehnično sposobnost in zrelost, ki spominja na Giottovo uporabo naturalističnih človeških čustev.
'Judežev samomor je naslikan na obrnjeni steni, na vogalu med vhodom v transept na vrhu stopnic, kjer je naslikan kot del arhitekture transepta. To je edina freska z napisom (scariotas).
Pred Križanjem je Stigme sv. Frančiška. Portret življenja sv. Frančiška se pojavi v ladji cerkve, kar kaže na vzporednico med Kristusovim življenjem in življenjem svetega Frančiška. Lorenzetti idejo nadaljuje tako, da postavi svetega Frančiška poleg Kristusovega prijetja in nadomešča Vrtno agonijo iz prvotne pasijonske zgodbe s svetim Frančiškom.
Zgornji prizori na isti steni in zadnji dve zgodbi pasijonskega cikla, Kristusov spust v vice in Vnebohod so v majhnem težkem prostoru oblikovani v obliki roga. Oba prizora predstavljata primere podobnih slogov kot prvih šest prizorov, zlasti Kristusov obraz.
Marija sončnih zahodov (ker na sliko ob sončnem zahodu posije sonce) pod Križanjem v poslikanem okvirju je Marija z otrokom, sv. Janez Evangelist in sveti Frančišek. Marija kaže edinstveno gesto, drži palec navzgor in kaže nazaj na svetega Frančiška, dviga roko, da sprejme njegov klic.
Zadnja podoba Lozenzettijevih fresk iz Assisija, portreti svetnikov Rufina, Katarine Aleksandrijske, Klare in Margarete se pojavijo nad klopjo z umetniško iluzijo, ki se zdi tridimenzionalna. Konec klopi meče senco po obliki poslikanih letvic. Vir svetlobe je samo en in naslikana senca se zdi, da izvira iz tega vira svetlobe.

### Marijino rojstvo
Zadnje večje Lorenzettijevo delo (1342) je bil oltarni triptih, Marijino rojstvo, naročeno za Siensko stolnico. Ta tempera na tabli, tako kot mnoge takratne sienske slike, slavi življenje Marije, zavetnice Siene.
Marijino rojstvo je bila tretja slika v seriji, dokončani za stolnico, začenši z Ducciovo Maestà in vključno z Oznanjenje Simone Martinija. Duccio, Simone in Pietro so bili vsi člani sienske šole. Ducciova velika oltarna slika, Maestà, je bila naročena leta 1308. Timothy Hyman pravi, da je bila Maestà »del širšega programa komune za promocijo in krepitev državljanske identitete Siene«. Osrednja tabla Maestà časti Devico s prikazom Ustoličene Marije in otrokom Jezusom z angeli in svetniki. Kot piše Hyman, če gledalec primerja Ducciovo Maestà s Pietrovim Marijinim rojstvom, lahko... prepozna Pietrov barvni svet osupljivo drugačen: gost, nasičen, nepregleden, ravninski«.
Martinovo Oznanjenje je bilo končano leta 1333 in prikazano ob Ducciovi Maestà. Slika prikazuje Marijino oznanjenje ali napoved angela Gabriela Devici Mariji, da bo postala Jezusova mati. Kot navaja Hyman pri primerjavi Ducciove Maestà s Simoneinim Oznanjenje, »je bila Simoneina modro oblečena figura obrisana z zlatom, odmev in ruptura; še vedno ikona, spremenjena v pripoved, je hieratična božanskost prešla v dramatično akcijo«. 
Medtem ko sta bili Ducciova Maestà in Simoneovo Oznanjenje prikazani za kornim zaslonom, je bilo Pietrovo Marijino rojstvo videti v osrednjem delu stolnice v Sieni. V nasprotju z Ducciovo kraljevsko upodobitvijo Device in Simoneovim Oznanjenjem s prizorom, ki se zdi nadnaraven, je Marijino rojstvo opazno po Pietrovi upodobitvi Device v telesnem okolju. V tem prizoru se Devica kopa v kopeli, babice se posvečajo sv. Ani, ki leži na postelji, pokrita z odejo in bodoči oče pričakuje novice o rojstvu. Figure so oblikovane in trdne. Čeprav so svete osebe označene z nimbi, se zdijo zemeljske. Če ne bi imele nimbov in nenaravno veliko telo svete Ane, bi to sliko lahko razlagali kot žanrsko sliko, ki prikazuje vsakdanje življenje navadnih ljudi. Če primerjamo ta intimen prizor, okrašen z bogato obarvanim tekstilom, z zlato podlago, ki ustvarja nezemeljski učinek s Simoneinijevim Oznanjenjem, hitro opazimo, da je Pietro ustvaril bolj dostopno Devico. Majhna plošča v fundaciji Abegg-Stiftung v Riggisbergu, ki jo pripisujejo Pietru ali Ambrogiu Lorenzettiju, podobno prikazuje Sveto družino v domačem okolju z Marijo, ki se ukvarja z vezenjem ali pletenjem, otrok Jezus, ki se jo drži in Jožef ob njima in kariran pokrov na postelji v levi stranski sobi.
Morda je ena najnenavadnejših lastnosti Marijinega rojstva Pietrova uporaba prostorske iluzije. Verjetno je na Pietra vplivalo delo njegovega brata Ambrogija Lorenzettija. Kot navaja Keith Christiansen, »... je bil ključni zagon njegovih eksperimentov s centralizirano prostorsko projekcijo nedvomno njegovo sodelovanje z Ambrogiom, s katerim je delil materiale za delavnice«. Pietro ustvarja brezhiben arhitekturni svet z integracijo okvirja in slikovno ravnino. Navpični stebri in okvir postelje, ki potekajo vzporedno z ravnino slike, ustvarjajo plosko kompozicijo. Poleg tega Pietrov izris obokanih stropov doda dimenzije prostorom in zapre ta intimen prizor. Globina se nadalje generira na levi plošči triptiha, ko gledalec pogleda pred čakalnico, da bi videl bližnjo stavbo. Kot trdi Hyman, »[Marijino rojstvo] beremo tudi kot triptih ... in kot globok, enoten prostor - najbolj prepričljiv notranji prostor celotnega 14. stoletja.« Pietrova inovativna uporaba prostorske iluzije pri Marijinemu rojstvu utrjuje svoje mesto med velikimi mojstri trecentske sienske umetnosti, kot so Duccio di Buonisegna, Ambrogio Lorenzetti in Simone Martini.

### Oltarna slika karmeličanov
Oltarna slika karmeličanov je bila poliptih, ki je bil leta 1329 naročen za bratovščino karmeličanskega reda. Sestavljen je bil iz osrednje plošče, na kateri je upodobljena Marija in otrok s sv. Nikolajem in Elijem. Na stranskih ploščah so bili prikazani sv. Agneza, Janez Krstnik, Katarina in Elizej. Spodnja predela je obsegala pet pripovednih slik. Namesto da bi svojo temo povzeli iz Biblije, teh pet slik prikazuje dogodke iz zgodovine karmeličanskega reda. Osupljiva značilnost celotne zasnove je široka osrednja plošča predele, ki je slikarju omogočila, da je še posebej podrobno prikazal pravila v začetku 13. stoletja.  Pomen Elije v tej oltarni sliki je v tem, da je bil Elija ustanovitelj karmeličanskega reda. Za fratre karmeličane je Elija najpomembnejši svetnik poleg Device.  Iluzija tridimenzionalnih oblik oltarne slike pomeni novo fazo v Lorenzettijevem slogu.
Karmeličanska oltarna slika je bila prodana leta 1818 in nato izgubljena. Najdena je bila, ko je bila Asano Madonna obnovljena v prvotno stanje, spodaj pa se je razkril Lorenzettijev karmeličanski oltar. Dva namiga restavratorjem, da je bila Asano Madonna v resnici karmeličanska oltarna slika, sta bila odkritje svetega Elije, skritega pod kasnejšim upodabljanjem svetega Antona za red Asano in karmeličanske barve kostumov, ki so jih nosili naslikani liki. Tabla je podpisana in datirana na stopnici prestola: PETRUS LAURENTII ME PINXIT ANNO DOMINI MCCCXXVIII.

### Marijaiz Castiglione d'Orcia
Marija iz Castiglione d'Orcia je bila naslikana pred letom 1300 in je kot taka Lorenzettijevo najzgodnejše ohranjeno delo. V njej so figure zadržane, razpoloženje odsevno. Otroška obleka je sodobna in elegantna; Devica nosi modro ogrinjalo, ki ga je obložil bizantinskim zlatim trakom.
Večina dela je tradicionalna: Marijina glava je vzdolž navpične osi, ki prečka njeno desno oko, sama gleda v gledalca (enako ureditev najdemo v Ducciovi RMadona Rucellai), nagibi obrazov Marije in otroka (otrok gleda navzgor k materi, katere glava se nagiba k sinu, a oči ostajajo trdno uprte v gledalca), odmevajo Ducciove zgodnje upodobitve Marije in otroka, kot je Stocletova Marija in otrok.
Pa vendar je v Lorenzettijevi Mariji nekaj novega, saj ima realizem, ki ga Duccio v veliki meri nima. Tu se Devičino telo 'realistično' odzove na težo otroka. V zgodnejših Ducciovih upodobitvah Device in otroka na deviško telesnost še vedno vplivajo realni vplivi teže in sestave. Tip, ki ga Lorenzetti prikazuje na tej sliki, je brez primere, vendar bi ga lahko našli v prejšnjih skulpturah Device in otroka.

## Galerija
- Poliptih cerkve v Arezzu (Lorenzetti), 1320, Arezzo
- Madonna dei Tramonti, c.1330, Bazilika svetega Frančiška Asiškega, Assisi, Italija
- Sveta ponižnost prenaša opeko v samostan (c.1341) Olje na lesu, 45 x 32 cm. galerija Uffizi, Firence